# El avisador galáico
El avisador galáico fue un semanario, en lengua gallega, publicado en Cienfuegos, Cuba, el 3 de febrero de 1878  y que se dejó de publicar el 2 de noviembre de ese mismo año.
Dirigido por Domingo Devesa Naveiro, José Porrúa Valdivieso y la Sociedad regional de beneficencia Asturiana, lo publicó la Sociedad regional de beneficencia y socorros mutuos La Montañera, se puede considerar la primera publicación de prensa gallega en América.